# Autostrada A3 (Svizzera)
L'autostrada A3 è un'autostrada della Svizzera che collega Basilea a Sargans, dove si raccorda con l'A13. È lunga 180 km.